# Останні канікули
«Останні канікули» — радянський художній фільм режисера Валерія Кремньова, знятий за сценарієм Олександра Коріна творчим об'єднанням «Юність» кіностудії «Мосфільм» в 1969 році.

## Сюжет
В останні канікули свого шкільного дитинства дев'ятикласник Борис вирішує попрацювати в рибному порту. Данило, молодший брат Бориса, відомий у їхньому невеликому місті юний художник — місцева знаменитість. Борису доводиться миритися з тим, що всі навколишні сприймають його не окремою особистістю, а братом вундеркінда. Час, проведений Борисом далеко від дому, дозволив йому по-новому поглянути на взаємини з батьками, дівчинкою-однокласницею і своїм відомим братом. Як виявилося, для того, щоб бути просто хорошою людиною, теж потрібен талант, часом не менший, ніж талант художника.

## У ролях
- Олександр Вдовін —  Борис Давидов
- Андрій Удовик —  Данилка Давидов
- Іріна Борисова —  Ніна Масленникова, подруга Бориса
- Майя Булгакова —  мати Бориса і Данила
- Лев Круглий —  Іван Давидов, батько Бориса і Данила
- Юрій Назаров —  Антон, напарник Бориса в порту
- Георгій Штиль —  дачник
- Боріс Кудрявцев —  Іван Петрович Григор'єв
- Валентіна Xмapa —  Анна Степанівна
- Наталья Mapкінa —  Олена
- Аркадій Лістаров —  Льошка Максимов
- Олександр Скрипник —  Алік Казанцев
- Наталія Зоріна —  мистецтвознавець з Москви
- Ірина Мурзаєва —  приватники
- Микола Парфьонов —  контролер в електричці
- Катерина Мазурова —  Євдокія Анисимівна
- Віктор Mapкін — епізод
- Валерій Васильєв — епізод
- А. Сапожников — епізод
- Вадим Грачов — епізод
- Л. Сидорська — епізод
- Ірина Титова —  Вірочка, поштовий працівник
- С. Тарасов — епізод
- Світлана Харитонова — мати Гарика
- І. Чернишова — епізод

## Знімальна група
- Автор сценарію: Олександр Корін
- Режисер-постановник: Валерій Кремньов
- Оператор-постановник: Ігор Черних
- Композитор: Павло Аєдоницький
- Текст пісні: Ігор Шаферан
- Виконання пісні: Лариса Мондрус
- Художник-постановник: Олександр Кузнецов
- Режисер: Є. Ільїнов
- Оператор: В. Сазонов
- Звукооператор: В. Бєляров
- Диригент: В. Терлецький
- Художник по костюмах: Є. Прієде
- Художник-гример: А. Маслова
- Монтажер: Н. Майорова
- Редактор: Л. Голубкіна
- Комбіновані зйомки:
  - Оператор: В. Якубович
  - Художник: М. Звонарьов
- Директор: В. Гандрабура